# Carl August Ehrensvärd
Carl August Ehrensvärd (ur. 5 maja 1745 w Sztokholmie; zm. 21 maja 1800 w Örebro) – szwedzki rysownik, architekt i teoretyk sztuki. Pełnił też funkcje w armii szwedzkiej. Nie należy go mylić z dyplomatą Carlem Augustem von Ehrensvärdem (1749-1805).
Jego ojcem był architekt wojskowy Augustin Ehrensvärd, który zbudował twierdzę Suomenlinna (Helsinki). Syna uczył Elias Martin. Carl August Ehrensvärd służył na pomorzu przy boku ojca i pomagał mu ufortyfikować Sveaborg i Schärenflotte. W wieku lat 32 został dowódcą floty (Oberst) a w siedem lat potem (1784) ober-admirałem. Dowodził w bitwie przeciw Rosjanom. Starcie to, zwycięskie dla Rosjan, zwane jest bitwą pod Rochensalm (24 sierpnia 1789).
Po śmierci Gustawa III, w 1792 Ehrensvärd został generalnym-admirałem, lecz już w 1794 zrezygnował, by poświęcić się architekturze i przyrodoznawstwu. Już w latach 1780–1782 przedsięwziął podroż do Włoch. W swej miłości do antyku powoływał się na Johanna Joachima Winckelmanna, którego jednak bezpośrednio nie poznał.
Carl August Ehrensvärd zmarł 21 maja 1800 w czasie podróży do Örebro.

## Dzieła wydane
- Resa till Italien, Sztokholm (1786)
- De fria konsters philosophie, Sztokholm (1786)